# Guizotia
Die Guizotia sind eine Pflanzengattung in der Unterfamilie der Asteroideae innerhalb der Familie der Korbblütler (Asteraceae). Der botanische Gattungsname ehrt den französischen Historiker und Politiker François Pierre Guillaume Guizot (1787–1874). In der Gattung Guizotia gibt es etwa sechs Arten. Nur das Ramtillkraut (Guizotia abyssinica) wird als Heil- oder Nutzpflanze verwendet.

## Beschreibung
Guizotia-Arten wachsen als meist aufrechte, selten kriechende, verzweigte, einjährige bis ausdauernde krautige Pflanzen; oder selten sind es verholzende Arten, die Halbsträucher oder Sträucher bilden. Sie erreichen je nach Art Wuchshöhen von selten nur 3 bis meist etwa 20 bis 200 Zentimeter. Die gegenständig, manchmal die obersten wechselständig, an den Stängeln oder Zweigen verteilt angeordneten Laubblätter sind ungestielt und einfach. Der Blattrand ist glatt oder gesägt. Die Blattoberflächen sind je nach Art unterschiedlich behaart, mindestens die Unterseite.
Die kreisrunden, köpfchenförmigen Blütenstände stehen selten einzeln, meist in verzweigten Gesamtblütenständen zusammen. In zwei Reihen stehen 10 bis 13 Hüllblätter; die äußeren fünf bis über sechs sind breiter und krautig, die inneren sind schmaler, kürzer und häutig (grün) oder trockenhäutig (braun). Die Blütenstandsböden sind kegelförmig bis halbkugelig. Es sind häutige bis trockenhäutige Spreublätter vorhanden. Die Blütenkörbe enthalten sechs bis 18 Zungenblüten und über 100 Röhrenblüten. Die weiblichen, fertilen, zygomorphen Zungenblüten (= Strahlenblüten) sind meist gelb; die Basis der Kronröhre ist behaart und die Zunge endet mit drei Kronzähnen. Die zwittrigen, fertilen Röhrenblüten (= Scheibenblüten) sind auch gelb mit fünf Kronzipfeln. Die Staubbeutel besitzen Anhängsel. Die zwei Griffeläste sind kurz und behaart.

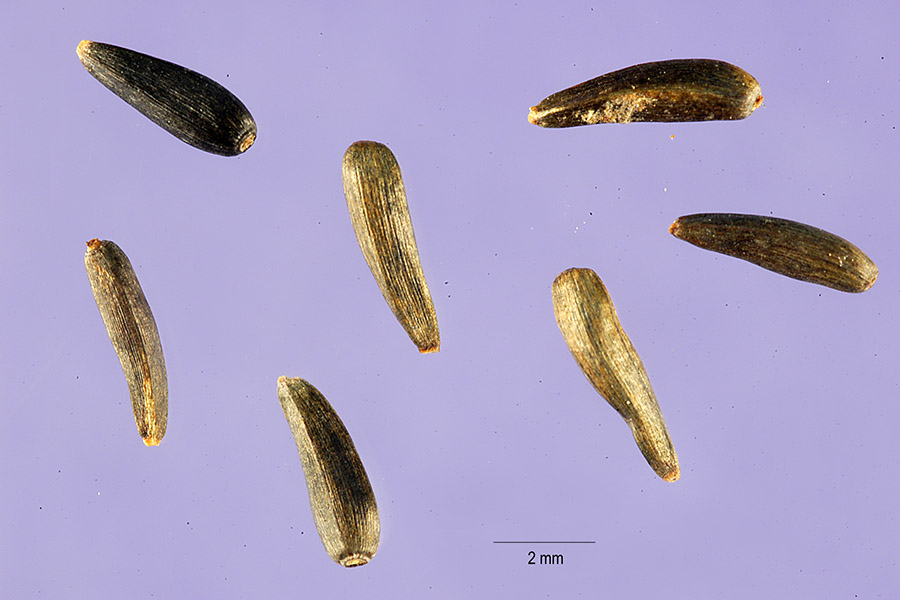
Achänen des Ramtillkrautes (Guizotia abyssinica).

Die nach der Bestäubung aus den Zungenblüten gebildeten dreikantigen und die aus den Röhrenblüten vierkantigen Achänen sind braun bis schwarz, glatt und manchmal glänzend. Es ist kein Pappus vorhanden.

## Systematik und Verbreitung
Das natürliche Verbreitungsgebiet der Gattung Guizotia liegt im tropischen Afrika. Bis auf eine Art sind alle im äthiopischen Hochland beheimatet.
Die Erstveröffentlichung der Gattung Guizotia erfolgte im Juni 1829 durch Alexandre Henri Gabriel de Cassini in Dictionnaire des Sciences naturelles, 59, 237, 247, 248.
Die Gattung Guizotia gehört zur Tribus Millerieae in der Unterfamilie der Asteroideae innerhalb der Familie der Korbblütler (Asteraceae). Ein Synonym für Guizotia Cass. ist Veslingia Vis. 
In der Gattung Guizotia gibt es etwa sechs Arten. Hier eine Liste aller Arten:
- Abessinisches Ramtillkraut, Gingellikraut oder Nigersaat (Guizotia abyssinica (L. f.) Cass., Syn.: Guizotia oleifera DC., Polymnia abyssinica L. f.): Die Beschreibung wurde anhand einer Kulturpflanze erstellt. Alle bekannten Bestände sind wohl kultivierte oder verwilderte Kulturpflanzen. Einjährige Pflanze, die besonders in Äthiopien und Indien kultiviert wird. Der Name der Droge ist Semen guizotiae oleiferae. Man findet diese Art heute im äthiopischen Hochland, teilweise auch westlich des Großen Afrikanischen Grabenbruches in einigen Gebieten im Sudan, Uganda, Demokratische Republik Kongo, Tansania, Malawi und Simbabwe. Aber auch auf den Karibischen Inseln, in Nepal, Bangladesch, Bhutan und Indien. Auch in Europa und Nordamerika ist es eine Invasive Pflanze; die Verbreitung erfolgt vielleicht durch Vogelfutter[1].
- Guizotia arborescens I.Friis: Die Vorkommen beschränken sich auf das südwestliche Äthiopien und das Gebiet der Immatong-Berge an der Grenze zwischen Sudan und Uganda.
- Guizotia reptans Hutch.: Es ist die einzige Art, die nicht für Äthiopien nachgewiesen ist. Sie ist ein Endemit des Mount Kenia, der Aberdare Range und der Mount Elgon Region in Ostafrika.
- Guizotia scabra (Vis.) Chiov.: Mit zwei Unterarten:
  - Guizotia scabra (Vis.) Chiov. subsp. scabra: Mit einer weiten Verbreitung von Äthiopien bis nach Simbabwe und nach Westen bis zum Hochland von Nigeria, unterbrochen von der sudanesischen Wüste und vom Kongo Regenwald.
  - Guizotia scabra subsp. schimperi (Sch.Bip.) Baagøe: Diese einjährige Wildpflanze ist allerdings wohl näher mit Guizotia abyssinica als mit Guizotia scabra verwandt. Sie ist in Äthiopien ein verbreitetes „Unkraut“.
- Guizotia villosa Sch.Bip.: Sie hat ihr Hauptvorkommen im nördlichen und südwestlichen äthiopischen Hochland.
- Guizotia zavattarii Lanza: Die Vorkommen beschränken sich auf Mount Mega im südlichen Äthiopien und die Huri Berge im nördlichen Kenia.